# Dick Savitt
Richard "Dick" Savitt (Bayonne, 4 de março de 1927 – Nova Iorque, 6 de janeiro de 2023) foi um tenista estadunidense.
Savitt é um dos quatro estadunidenses que ganharam o Australian Open e Wimbledon em simples, no mesmo ano, feito em 1951, os demais Don Budge em (1938), Jimmy Connors em (1974) e Pete Sampras (1994 & 1997).